# Pedicularis rhinanthoides
Pedicularis rhinanthoides är en snyltrotsväxtart. Pedicularis rhinanthoides ingår i släktet spiror, och familjen snyltrotsväxter.

## Underarter
Arten delas in i följande underarter:
- P. r. labellata
- P. r. rhinanthoides
- P. r. rotundata
- P. r. speciosa
- P. r. tibetica